# ГЕС Руйєні
ГЕС Руйєні — гідроелектростанція у південно-західній частині Румунії, в повіті Караш-Северін (історичний регіон Банат).
Для спорудження водосховища станції обрали річку Bistra Mărului, ліву притоку річки Bistra (остання в свою чергу впадає справа у річку Тіміш, ліву притоку Дунаю). Тут спорудили кам'яно-накидну греблю із глиняним ядром висотою 125,5 метра та довжиною 408 метрів, на спорудження якої пішло 5,3 млн м3 матеріалу. Враховуючи характеристики місцевих порід, під її основою створили водонепроникну завісу, яка сягає глибини 65 метрів. Гребля утримує водосховище із площею поверхні 1,25 км2 та об'ємом 96 млн м3. Для збору додаткового ресурсу спорудили водозбірний тунель довжиною 16 км, який постачає воду із згаданої вище річки Bistra, а також із потоків Lupului, Bucova, Marga та Niermeş.
Машинний зал розташували під гірським масивом в долині річки Себеш — ще однієї правої притоки Тімішу. Від греблі до нього веде тунель довжиною 9,8 км та діаметром 5 метрів, який на своєму шляху через спеціальні шахти приймає воду із потоків Bratonea та Slatina, а також із другого водозбірного тунелю, який живиться від згаданого вище Себешу та потоків Cuntu, Rîul Mic, Pietroasa, Pietroşiţa, Borlova, Borloviţa та Slătinei. Після системи із двох балансуючих камер (верхньої та нижньої, з'єднаних вертикальною шахтою) основний дериваційний тунель переходить у напірний водовід довжиною 0,5 км. Така схема забезпечує максимальний напір у 356 метрів.
Підземний машинний зал має розміри 64х16 метрів та висоту 38 метрів, при цьому до нього можливий доступ через автомобільну галерею із невеликим нахилом довжиною 0,9 км. Основне обладнання становлять дві турбіни типу Френсіс, які мають загальну потужність у 140 МВт. Відпрацьована вода відводиться у річку Себеш.